# 三浦功 (海軍軍人)
三浦 功（みうら いさお、嘉永3年5月8日（1850年6月17日） - 大正8年（1919年）4月26日）は、日本の海軍軍人。運用、航海の大家で新井有貫とともに海軍士官の目標とされる存在であった。最終階級は海軍中将。

## 人物
幕臣三浦彦五郎の長男として生まれ、戊辰戦争では榎本武揚率いる旧幕府艦隊の一員として宮古湾海戦を戦う。
明治維新の後、｢金剛｣副長として西南戦争に従軍、北清事変に功績を挙げる。「山城丸」艦長として日清戦争に出征し、旅順口海軍根拠地知港事となるが、三国干渉の結果旅順は清国へ返還となった。
次いで英国に発注された「富士」回航委員長に選ばれる。「富士」は「八島」とともに日本海軍にとって最初の戦艦であり、明治天皇の建艦詔勅、6年におよぶ官吏の給与一割献納などで建造された日本海海戦における主力艦である。運用の神様の異名があった三浦は特にこの任に就いたのである。副長斎藤實少佐が外交交渉などの補佐にあたり、スエズ運河を通過し帰国した。
日露戦争では戦時艦隊集合地港務部長、艦隊附属港務部長として、掃海などに従事。連合艦隊などの安全確保に努め、戦後は旅順口港務部長として同港の整備を行った。この際引き揚げた艦船は340隻におよぶ。「三浦以前に三浦なく、三浦以後に三浦なし」と言われた卓抜した技量の持ち主であった。

## 年譜

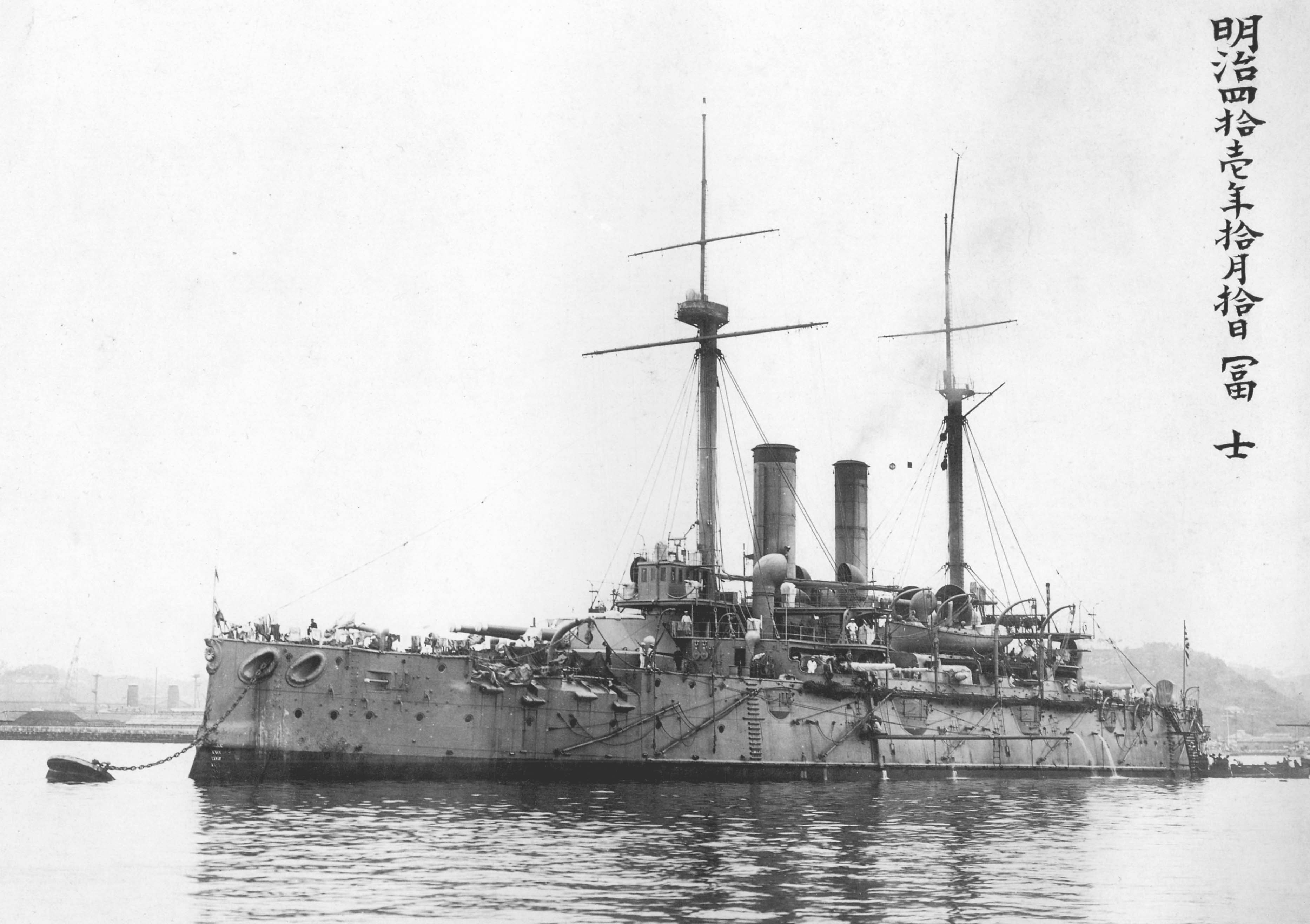
戦艦「富士」

- 1871年（明治4年）8月- 海軍兵学寮出仕
  - 12月 - 海軍少尉
- 1872年（明治5年）11月 - 海軍中尉
- 1875年（明治8年）10月 - 海軍大尉
- 1878年（明治11年）4月 – 金剛副長
- 1879年（明治12年）12月 - 海軍少佐
- 1883年（明治16年）8月 - 天城艦艦長
- 1884年（明治17年）1月 - 肇敏艦長
  - 12月 - 天龍艦長
- 1885年（明治18年）6月 - 海軍中佐
- 1886年（明治19年）7月 - 海軍大佐
- 1887年（明治20年）10月 - 海軍兵学校次長兼教務総理
- 1889年 （明治22年）4月 - 比叡艦長
- 1890年（明治23年）7月 - 横須賀鎮守府兵器部長
  - 8月 - 八重山艦長
- 1891年（明治24年）8月 - 横須賀鎮守府予備艦船部長兼横須賀知港事
- 1893年（明治26年）5月 - 呉鎮守府艦船部長兼呉知港事
- 1894年（明治27年）7月 - 山城丸艦長
  - 12月 - 旅順口海軍根拠地知港事
- 1896年（明治29年）2月 - 富士回航委員長
  - 3月 - 英国出張
  - 11月 - 富士艦長
- 1898年（明治31年）1月 - 待命
  - 5月 - 海軍少将、呉鎮守府兵器部長
- 1900年（明治33年）5月 - 呉港務部長兼予備艦船部長
- 1903年（明治36年）7月 - 待命
- 1904年（明治37年）4月 - 戦時艦隊集合地港務部長

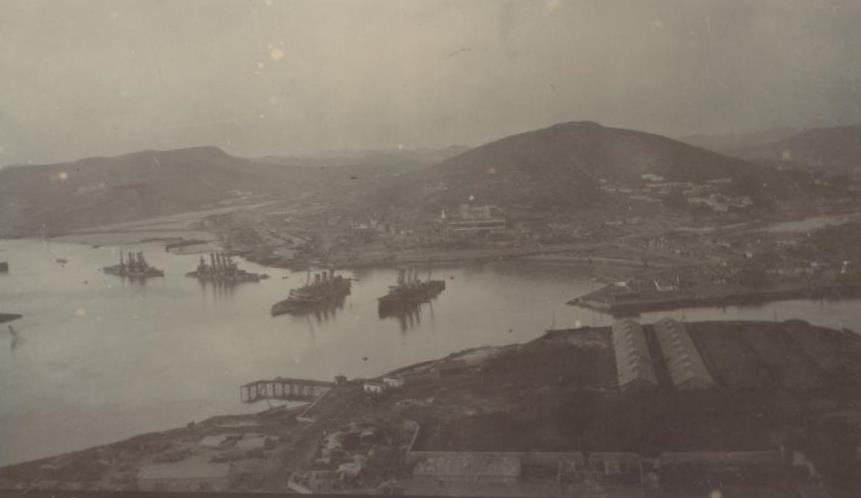
旅順口区で沈没状態のロシア海軍艦艇

- 1905年(明治38年）1月 - 艦隊附属港務部長、佐世保鎮守府附
  - 3月 - 待命
  - 5月 - 旅順鎮守府附
  - 6月 - 旅順口港務部長
  - 9月 - 海軍中将
  - 12月 - 待命
- 1906年（明治39年）12月 - 休職
- 1907年（明治40年）2月14日 - 予備役[6]
- 1913年（大正2年）5月8日 - 後備役[7]
- 1915年（大正4年）5月8日 - 退役[8]

## 栄典・授章・授賞
位階
- 1876年（明治9年）5月25日 - 正七位[9]
- 1885年（明治18年）9月16日 - 正六位[10]
- 1890年（明治23年）11月1日 - 従五位[11]
- 1895年（明治28年）12月20日 - 正五位[12]
- 1901年（明治34年）1月31日 - 従四位[13]
- 1907年（明治40年）3月11日 - 従三位[14]

勲章等
- 1886年（明治19年）5月29日 - 勲四等旭日小綬章[15]
- 1893年（明治26年）11月29日 - 勲三等瑞宝章[16]
- 1895年（明治28年）
  - 9月27日 - 旭日中綬章・功四級金鵄勲章[17]
  - 11月18日 - 明治二十七八年従軍記章[18]
- 1902年（明治35年）
  - 5月10日 - 明治三十三年従軍記章[19]
  - 5月31日 - 勲二等瑞宝章[20]
- 1906年（明治39年）4月1日 - 功三級金鵄勲章・旭日重光章・明治三十七八年従軍記章[21]
- 1915年（大正4年）11月10日 - 大礼記念章（大正）[22]

## 関連する人物
富士回航委員
- 斎藤実
- 山本安次郎
- 坂本一（運用の名人といわれた）
- 野間口兼雄
- 加藤寛治
- 吉岡範策
- 斎藤七五郎

「富士」回航委員中21名の士官には、このほかにのちの中将1名、少将1名、機関中将1名、機関少将1名、軍医総監2名がいた。
その他
- 荒井郁之助：宮古湾海戦時の箱館政権海軍司令官
- 甲賀源吾：回天艦長、戦死
- 土方歳三：宮古湾海戦に参戦
- 中牟田倉之助：朝陽艦長
- 東郷平八郎：春日乗組士官
- 釜屋忠道：三浦が離礁作業を指導した「龍田」艦長
- 石橋甫：日本一の航海長
- 米村末喜：航海の神様